# Udvarházy Ferenc István
Udvarházy Ferenc István, alias Steven F. Udvar-Házy (Budapest, 1946– ) amerikai magyar milliárdos, filantróp üzletember. István vagy Steve Hazyként is ismert. Az Air Lease Corporation ügyvezető igazgatója. Korábban ő volt az elnöke és az ügyvezető igazgatója az International Lease Finance Corporationnek (ILFC), mely a világ két legnagyobb repülőgép-bérbeadással foglalkozó vállalatának egyike. (A másik ilyen vállalat a GE Capital Aviation Services.) A Forbes 2021-es kimutatása szerint Udvarházy – Péterffy Tamást, Soros Györgyöt és Simonyi Károlyt követve – a negyedik leggazdagabb magyar, 4,3 milliárd dolláros vagyonával.

## Élete
Polgári–konzervatív családba született, a Rákosi–korszakban minden vagyonukat államosították. 1953-ban, egy budaörsi repülőnapon, szeretett bele a repülésbe, már akkor eldöntötte, hogy pilóta lesz. Erre az időszakra így emlékszik: „Magyarországon felnőve elbűvöltek a repülőgépek, hisz egy kommunista országban élve bezártnak éreztem magam. A repülésre mint a szabadság felé vezető út lehetőségére tekintettem.”
Az Udvarházy család a szovjet elnyomás és az 1956-os forradalom leverése miatt hagyta el az aknamezős zöldhatáron keresztül hazáját és menekült először Svédországba. Az Amerikai Egyesült Államokba 1958-ban  érkeztek meg. Az Újvilágba érkezésük után New Yorkban, Manhattanben éltek, ahol 14 évesen Udvarházy 30 centes órabérért csomagolt dobozokat egy raktárban.
Felsőfokú tanulmányait Los Angelesben a Kaliforniai Egyetemen végezte el; közgazdaságtant hallgatott.
Még egyetemi hallgatóként, 1966-ban alapította meg az első vállalkozását, amely főleg repülési útvonalak tervezésével és légitársaságoknak nyújtott tanácsadással foglalkozott. Ekkor egy sikeres üzlet eredményeként az Air New Zealand egyik gépének eladásáért kapott 50 ezer dollárt jutalékként. Ezt az összeget használta fel később a lízingcége alapításához.
Még csak húszas éveiben járt, amikor rájött arra, hogy az 1960-as évek közepén a légcsavar-meghajtású gépekről a sugárhajtásos repülőgépre történő átállás azt eredményezi, hogy ezeknek a repülőgépeknek lényegesen magasabb beruházási költségei miatt a megvásárlásuk helyett sokkal jobb üzleti lehetőség lehet azok lízingelése. Ezért 1973-ban volt kollégiumi szobatársával, a szintén magyar Gonda Lajossal és annak édesapjával, Gonda Lászlóval megalapította a International Lease Finance Corporationt (ILFC), mely a McDonnell Douglas DC–8 gépek lízingjével kezdett el foglalkozni.
Az ILFC fénykorában a világ legértékesebb repülőgép-lízingeléssel foglalkozó vállalata volt. A több mint ezer gépből álló flottájuknak a becsült értéke elérte az 52 milliárd dollárt. Lízingügyfeleik között a két repülőgépgyártó óriás, a Boeing és az Airbus is megtalálható volt.
Udvarházy 1990-ben eladta az ILFC-t a világ egyik legnagyobb biztosítási vállalatának, az American International Groupnak (AIG) 1,3 milliárd dollárért, de a cég vezérigazgatója továbbra is ő maradt. Az ILFC a 2008-ban kirobbant gazdasági világválság alatt is nyereségesen működött, de tulajdonosát, az AIG-t csak az állami beavatkozás mentette meg a csődtől. A megroppant AIG-tól Udvarházy többször is megpróbálta visszavásárolni az általa alapított céget, de a tárgyalások ellenére sem jutottak megegyezésre. Ezek után 2010. február 5-én felmondott és nyugdíjba vonult.
Nem tartott sokáig a tétlensége, hiszen lemondása után új vállalatot alapított, az Air Lease Corporationt (ALC), mely azzal vívott ki nagy figyelmet, hogy a Farnborough Airshow-n a legtöbb megrendelést adta le, összesen 105 gépre. Az ALC néhány száz gépével napjainkban is jelentős szereplőnek számít a világ repülőgéplízing piacán.
Udvarházyt a repülésszakmában sokan olyan látnoknak tartják, aki 10 évre előre látta, érezte és ennek megfelelően befolyásolta is a piacot. A legnagyobb repülőgépgyárak, az Airbus és a Boeing sem térhettek ki igényei elől.
John Leahy, az Airbus értékesítési vezetője, akivel sokáig szinte napi kapcsolatban volt, így jellemezte: „Ha ki kellene választanom azt a fickót, aki a legjobb tárgyaló az üzleti világban, akkor Steve-et választanám. Ő egy olyan srác, aki ismeri és egyben szereti is azt, amit csinál, és ez így együtt egy nagyon erős kombináció.”

## Filantróp tevékenysége

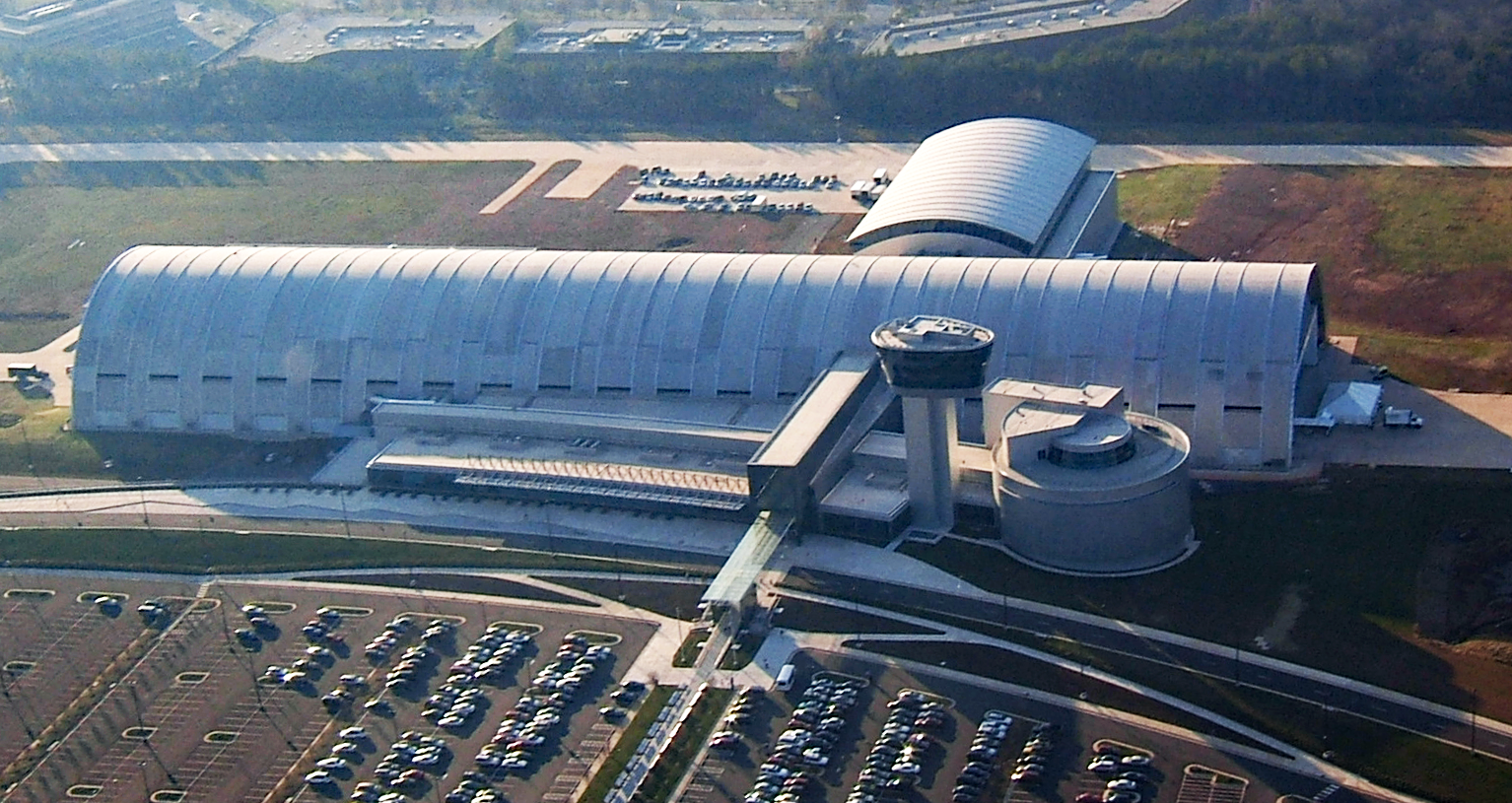
A Steven F. Udvar-Hazy Center légi felvételen

Udvarházy rendkívül széleskörű filantróp tevékenységet folytat. Hatalmas, 65 millió dolláros támogatást adott a Smithsonian Intézetnek, ezáltal és az ehhez kapcsolódó lobbitevékenységének köszönhetően vált lehetővé, hogy 2003-ra, a Wright fivérek első repülésének 100. évfordulójára a – Washington Dulles nemzetközi repülőtér mellett található – Nemzeti Repülési és Űrkutatási Múzeum (National Air and Space Museum) új létesítményeként megépülhessen az utóbb hálából róla elnevezett Steven F. Udvar-Hazy Center.
Itt több mint 120 repülőgép és 140 kiállítóhely került 2006-ban bemutatásra, azzal a további tervvel, hogy később kibővítik a létesítményt és 300 repülőgép bemutatására teszik alkalmassá.
Az Udvarházy házaspár közel 200 millió dolláros támogatásával jött létre a róluk elnevezett Christine és Steven F. Udvar-Hazy Könyvtár és Tudásközpont az Embry-Riddle Űrtudományi Egyetem Prescott Kampuszán. Ez az új könyvtár a hallgatóknak korszerű berendezésekkel szolgál, és az épületből nagyszerű kilátás nyílik a környező egyetemi városra. Az intézmény esetében ez volt az eddigi legnagyobb adományozás. Udvarházy szívesen találkozott itt a hallgatókkal; híresek voltak az itt tartott előadásai is.

## Konfliktus az LMBT közösséggel
Udvarházy 2005-ben Kaliforniában Laguna Beachben megvásárolta The Boom Boom Room nevű melegbárt. Ez a szórakozóhely az 1930-as évek óta volt kedvelt helye a meleg és a leszbikus közösségnek; a bár patrónusa volt az 1950-es évektől kezdődően Rock Hudson. Nagy tiltakozást váltottak ki a melegek és a leszbikusok körében a sajtóban megjelentetett tervei, mely szerint Udvarházy a továbbiakban nem bárként akarja üzemeltetni, hanem hotellé alakíttatja át. 2006-ban és 2007-ben ellenakciókat kezdtek ellene, és ezerszámra érkeztek tiltakozó képeslapok az irodájába, valamint tüntetést is szerveztek Los Angelesben a tervei visszavonását követelve. Mindezek ellenére a bárt 2007 szeptemberében bezárták, és először Udvarházy felajánlotta megvételre az ingatlant, majd később visszavonta eladási szándékát. A tiltakozások ellenére 2010. április 14-én a helyi hatóságok megadták neki az engedélyt, hogy felújíthassa úgy az épületet, hogy abban ne működjön étterem és éjszakai klub.

## Családja
Udvarházy feleségével Kaliforniában, a Beverly Hillsen lakik.
Udvarházyék családjában természetes a pilótaság. Udvarházy feleségét, Christine-t is pilótacsaládból választotta, amikor a repülőtéren dolgozott. Apósa a második világháborúban haditengerészeti pilótaként harcolt, anyósa pedig ugyanekkor haditengerészeti önkéntesként repülőszimulátoron oktatta a leendő pilótákat.
A családfő is tapasztalt pilóta, 15 éves korában volt először botkormány a kezében, 17 éves korában már megvolt a pilótaengedélye; 70 éves kora fölött már több mint 10 ezer repült órával rendelkezett és aktívan repült.
Udvarházyék négy gyermeke közül is többen repülnek. Elsőszülött fia, Steven, aki – az édesapja által bőkezűen támogatott – Stanford Egyetemen végzett, arról lett híres, hogy ő volt a legfiatalabb pilóta az Egyesült Államokban, aki Boeing 737 kereskedelmi repülőgépet vezetett, 22 éves korában már kapitányként. Másik fia, Trenton a család kisebb magángépét vezeti.

## Díjai[19]
- The Wings Club Distinguished Achievement Award
- The Howard Hughes Memorial Award from the Aero Club of Southern California
- The Wright Brothers Memorial Trophy from the Aero Club of Washington
- The Living Legends of Aviation Award
- The ISTAT Award
- The Air Force Vandenberg Award
- Officier de la Légion d’Honneur awarded by the Republic of France
- Howard Hughes Memorial Award[20]
- 2016 – A Magyar Érdemrend nagykeresztje[21]